# Jesperi Kotkaniemi
Jesperi Kotkaniemi (ur. 6 lipca 2000 w Pori, Finlandia) – hokeista fiński, gracz ligi NHL, reprezentant Finlandii.
Wybrany jako nr 3 w NHL Entry Draft 2018 przez Montreal Canadiens. W lidze NHL zadebiutował 3 października 2018.

## Kariera klubowa
- Porin Ässät (2014 - 1.07.2018)
- Montreal Canadiens (1.07.2018 -

## Kariera reprezentacyjna
- Reprezentant Finlandii na MŚJ U-18 w 2017
- Reprezentant Finlandii na MŚJ U-18 w 2018

## Sukcesy
Reprezentacyjne
- Srebrny medal z reprezentacją Finlandii na MŚJ U-18 w 2017
- Złoty medal z reprezentacją Finlandii na MŚJ U-18 w 2018